# Cystéamine dioxygénase
La cystéamine dioxygénase est une oxydoréductase qui catalyse la réaction :
cystéamine + O2  {\displaystyle \rightleftharpoons }  hypotaurine.
Cette enzyme intervient dans la biosynthèse de la taurine.